# Empty Walls
Empty Walls je první single a první píseň na sólovém albu Elect the Dead od Serje Tankiana zpěváka ze skupiny System of a down. K písni byl natočen videoklip režisérem Tonym Petrossianem.

## Seznam skladeb
1. Empty Walls
2. Gratefully Disappeared
3. Empty Walls [Victorious Club Mix] – na LP (mixoval DJ LethalRush)